# Стоун, Энн-Элизабет
Энн-Элизабет Стоун (англ. Anne-Elizabeth Stone, р.31 декабря 1990) — американская фехтовальщица-саблистка, чемпионка мира, призёр чемпионатов мира и панамериканских чемпионатов.

## Биография
Родилась в 1990 году в Чикаго. В 2013 году стала серебряным призёром Панамериканского чемпионата, проиграв в финале двукратной олимпийской чемпионке Мариэль Загунис. В 2013 году стала обладательницей бронзовой медали чемпионата мира. В 2014 году стала чемпионкой мира. На чемпионате мира 2015 года стала обладательницей бронзовой медали. В 2018 году на чемпионате мира Энн-Элизабет заняла третье место в индивидуальном турнире и впервые в карьере выиграла личную медаль на главных стартах сезона.